# Taiwan High Speed 700T

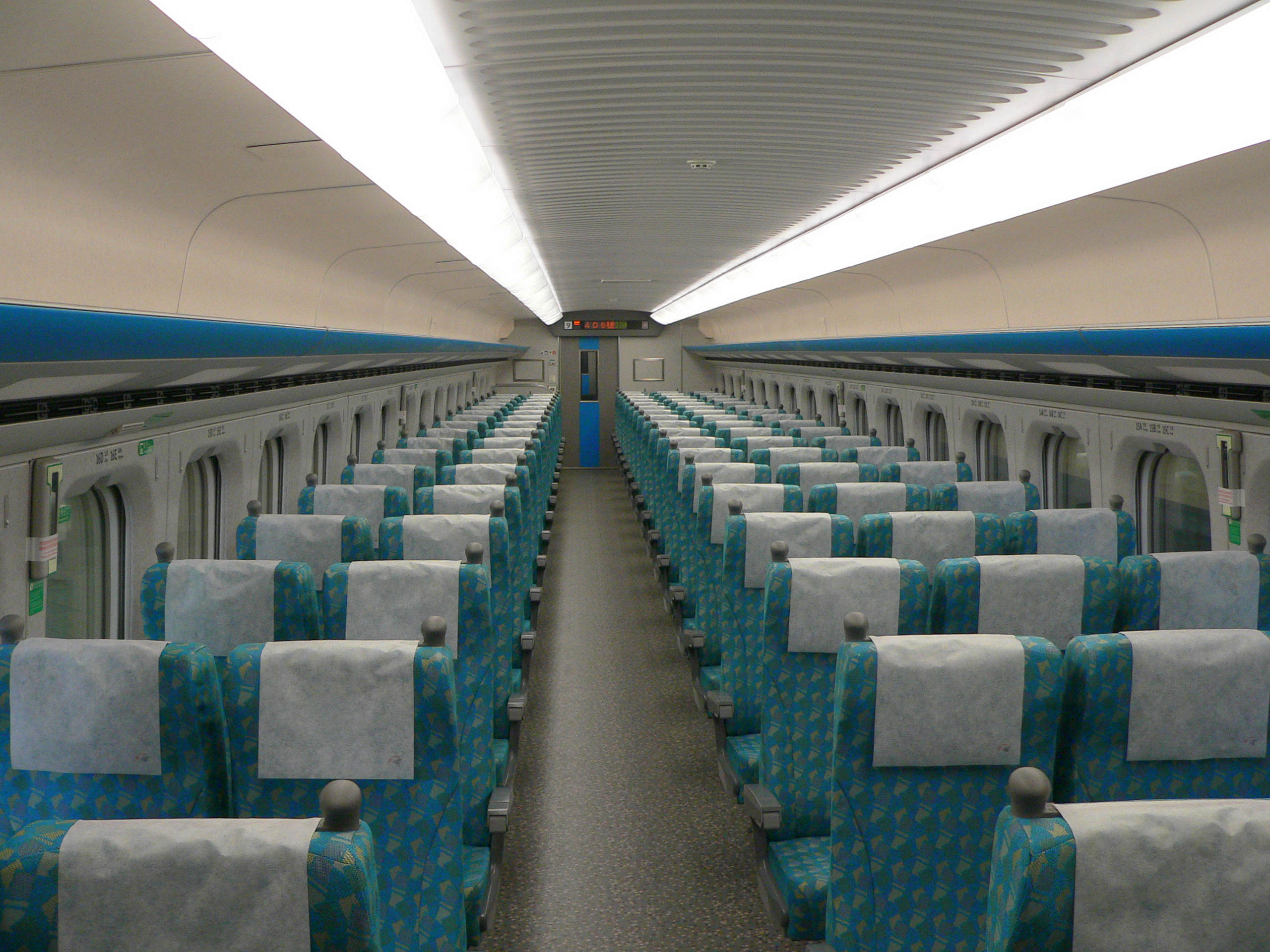
Turista osztály

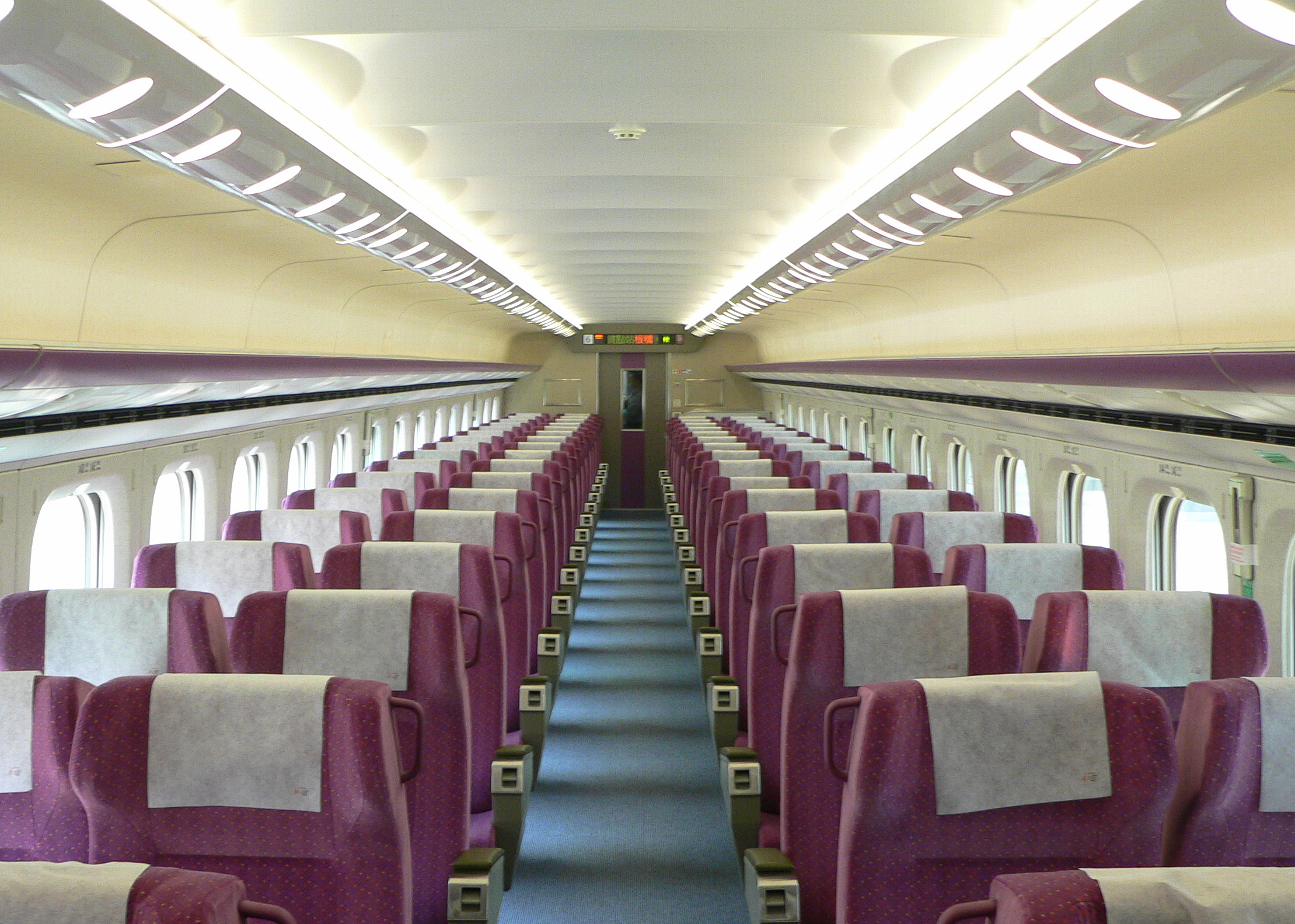
Business osztály

A Taiwan High Speed 700T sorozat egy japán nagysebességű villamosmotorvonat-sorozat. 2004-ben gyártották a Tajvani nagysebességű vasút részére. A motorvonat a Tokaido és Sanyo vonalakon közlekedő Sinkanszen 700-as sorozat exportra tervezett változata.
A Taiwan-i követelmények azonban szükségessé tették a kiváló futási tulajdonságokkal rendelkező, környezetbarát megoldásokkal épített, kis karbantartás igényű járműtípus jelentős mértékű átalakítását. A THSRC megrendelésére épített 700T sorozat a kisebb Taiwan-i forgalmi igényeknek megfelelően az eredeti 16 járműből álló motorvonatoktól eltérően csak 12 egységből áll. Az új motorvonatok kialakításánál megtartotta az eredeti koncepciót, amely szerint a zárt szerelvényeket négy-négy járműből, három motor és egy meghajtás nélküli kocsiból álló kisebb egységekből képezik.
Összesen 30 12 részes szerelvény épült. A kocsik alumíniumból készültek.

## Műszaki jellemzése
A három meghajtás nélküli kocsi közül kettő a szerelvény elején és végén elhelyezkedő vezérlőkocsi. Ennek megfelelően a 700T szerelvény összeállítása a következő: TC-1; M2-2; MP-3; M1-4; T-5; M1S-6; MP-7; M2-8; M1-9; MP-10; M2-11; TC-12. A TC- a vezérlő kocsikat, a T – a betétkocsit, az M1, M2, MP és az M1S – a különböző kialakítású motorkocsikat, a betűk után álló szám pedig a szerelvényben elfoglalt helyüket jelöli, amely egyben megegyezik a járművek helyfoglalásnál használt számozásával is. Az MP jelöli az áramszedővel is felszerelt motorkocsikat. A szerelvényben közlekedő többi motorkocsi energiaellátását a járművek tetején elhelyezett 25 kV névleges feszültségű kábel biztosítja. A járművek szekrénye a 700-as sorozatnál már jól bevált, kiváló hangszigetelési tulajdonságokkal rendelkező, duplafalú alumínium szendvics szerkezeti elemek felhasználásával készült.
A legnagyobb eltérést a 700-as sorozat járműveitől a vezérlő kocsik orrkialakítása mutatja. Mivel a nagysebességű motorvonatok orrkialakítása a távol-keleten, az üzemben tartónak a szolgáltatáshoz tartozó szimbóluma, ezért az aerodinamikai tulajdonságok szemmel tartásával egy új orrot terveztek a szerelvények számára.
A szerelvények külső bevonatához a nagysebességű szerelvényeken elfogadott fehéret, mint alapszint választva a járművek oldalán a THSRC által használt fekete-narancs vállalti színekből összeállított csíkozással egészítették ki.
Az egy szerelvényben közlekedő járművek közül 11 belső terét az ottani „Standard Class”, egyét pedig a „Business Class” követelményeinek megfelelően alakították ki. Az előzőn a középfolyosó két oldalán két, illetve három, az utóbbin két-két ülést helyeztek el egy sorban. Az emelt szintű szolgáltatást igénybe vevő utasok kiszolgálásához szükséges kereskedelmi egységeket a 6-os számú „Business Class” kocsival szomszédos két járművön helyezték el. A 7-es számú kocsi belső berendezése a mozgáskorlátozott utasok fogadására is alkalmas, szélesebb folyosókkal és tágas WC-helyiséggel készült. A szerelvények belső berendezés kialakításánál már a szerkesztésnél figyelembe vették a Kaohsiung városából a Taoyuan állomás közelében található Taiwan Nemzeti Repülőtérre utazók igényeit is. Ezért a járműszekrények végein tágas csomagteret alakítottak ki. A 12 járműből álló szerelvényeken 989 ülőhely van, köztük 66 „Business Class” ülés. A vonat szolgálati tömege utasok nélkül 503 t.

## Hajtásrendszer
A 12 kocsiból álló motorvonatokon található három ,négy-négy járműből képezett, funkcionális egységet a szerelvényenként két áramszedő lája el az alállomások által szállított, 25 kV 60 Hz névleges feszültségű villamos energiával. Az alacsony zajjal üzemelő áramszedők egykarú kialakításúak és áramvonalas burkolattal rendelkeznek. A harmadik és a tizedik kocsira felszerelt áramszedőket a járművek tetején végigfutó nagyfeszültségű kábel köti össze, amelyre vákuumos főmegszakítón keresztül csatlakoznak a funkcionális egységeket kiszolgáló, szilikon olajhűtésű, nitrogéngázzal tömített, köpenyes főtranszformátorok.
A transzformátorok szekunder tekercseiről kapják az energiát a hárompont kapcsolású, IGBT vontatási áramirányítók. Minden egyes áramirányító egység négy vontatómotort hajt meg. A kimenő teljesítményük 285 kW motoronként, azaz 36 motorral hajtott teljes vonategység vontatási teljesítménye 10260 kW.

## Vezérlés
A motorvonatok vezérlése 13 menet teljesítmény- és hét üzemi fékfokozat beállítását, valamint a vészfék használatát teszi lehetővé. A menetszabályzó által generált, pulzus szélesség modulációval előállított jelek megfelelő módon kódolva, kerülnek fel a vonatokon kialakított vezérlési adatvonalra a megbízható működéshez szükséges kábel erek számának csökkentése érdekében. Minden rendszer kialakítása megfelelő redundanciával rendelkezik, így az egyes elemek kiesése nincs hatással a vonatok működésére.

## Fékberendezés
A hajtással rendelkező kocsikon a visszatápláló villamos fék az üzemi fék, a vezérlő- és betétkocsikon pedig a visszatáplált energia felhasználásával működtetett tárcsás örvényáramfék. A vészfék szintén szoftvervezérlésű villamos fék, kiegészítve a csak biztonsági feladatokat ellátó, kevésbé hatékony mechanikus fékkel. A vezérlőkocsik rögzítő fékkel is rendelkeznek a szerelvények műhelyek területén történő biztonságos állva tartása érdekében.

## Segédüzemi energiaellátás
A segédüzemi energiaellátás a transzformátorokhoz csatlakozó segédüzemi egyenirányítókon keresztül 110 V váltakozó és 100 V egyen feszültségű áramkörökről történik. A vontatómotorok hűtőventilátorait meghajtó 440 V feszültségű motorok közvetlenül a transzformátorok kivezetéseihez csatlakoznak.

## Forgóvázak
A futómű szerkezete a japánban üzem közben már sikeresen vizsgázott 300 km/h sebességű, himba nélküli forgóvázakra épül. Természetesen a Taiwan-i viszonyok szükségessé tették a konstrukció kismértékű módosítását. A forgóvázak anyaga a nagy hőmérséklet és páratartalom által előidézett korróziónak ellenálló, melegen hengerelt szerkezeti acél. A forgóvázakra felszerelt, villamos csatlakozó kábeleket alumínium védőcsőben helyezték el. A forgóvázakat rezgés érzékelőkkel és a tengelyhajtás rendellenes működését érzékelő berendezéssel is felszerelték.

## Szellőző- és klímaberendezés
A fedélzeti berendezések közül a legnagyobb energiafogyasztó a járművekre felszerelt szellőző és klímaberendezés. Minden egyes kocsiszekrény alatt egy-egy, a tajvani időjárási körülményekhez illesztett klíma-egység található. A berendezés érdekessége a légszívó és a légkibocsátó ventilátor, amelyeknek a fordulatszáma külön-külön szabályozható. Ha az egyik ventilátor elromlik, a másik teljesítménye még elég a szükséges minimális légcsere biztosításához. Ezenkívül a kocsik vész-szellőző egységekkel is fel vannak szerelve, amelyeknek a feladata a szén-dioxid szint növekedésének megakadályozása. Ezért a felsővezeték feszültség kimaradás esetén akkumulátorról táplálva 40 percig fenn tudják tartani a szükséges légcserét.

## Fedélzeti számítógéprendszer
A rendszer feladata a járművezetők munkájának támogatása és az öndiagnosztikai rendszer működtetése, amely akkor lép működésbe, amikor a szerelvények a karbantartó telepeket elhagyják. A működtetéséhez szükséges monitorokat és a monitorokon megjelenő információkat kezelő navigációs rendszert foglalja magába. A járművezetők a kezeléséhez az angol és a hagyományos kínai nyelv közül választhatnak. A rendszer egy digitális rádiócsatornán keresztül tartja a kapcsolatot a forgalomirányító központtal, amely többek között a vonatszámot és egyéb fontos adatokat küld a vonatra. A vonat menet közben a javítások előkészítéséhez szükséges, meghibásodott berendezésekről szóló, valamint a járművezetők munkájának ellenőrzésére szolgáló adatokat küld a központba.

## Tűzvédelem
A járműveket a BS6853 brit nemzeti szabványnak megfelelő tűz és füstérzékelő berendezéssel szereltek fel, amely az alagutakban keletkezett tűz esetén lehetővé teszi a szerelvények szabadtéren történő megállítását. A belső tereket elválasztó ajtók érintésre nyílnak és önműködően záródnak a tűz terjedésének megakadályozása érdekében. A belső berendezés kialakításához felhasznált anyagok kiválasztása szintén a BS6853 szabvány előírásainak megfelelően történt. Veszély esetén egy erre a célra kiépített kommunikációs rendszer segítségével az utasok közvetlen kapcsolatba léphetnek a járművezetővel. A rendszert kiegészítő vezeték nélküli berendezés lehetővé teszi az utasok tájékoztatását, az értekezést a járművezető és a vonatszemélyzet, valamint a vonat és a forgalomirányító központ között.

## Önműködő vonatvezérlési rendszer
A közlekedő vonatok biztonságra az önműködő, digitális vonatvezérlési rendszer vigyáz.
A szerelvény megállítása után az ATC adja ki az ajtónyitási engedélyt a kiválasztott oldalra. Az ajtókat a jegyellenőrzést végző vonatszemélyzet nyitja. A beszállóajtók mellett elhelyezett működtető berendezés lehetővé teszi a kalauz által kezelt egyetlen vagy az összes peronoldali ajtó egy időben történő nyitását és zárását. Az ajtózárási folyamat része az akadályérzékelés, amely az ajtókat visszanyitja.